# Harrachova cesta
Harrachova cesta či Harrachovská cesta (německy Harrach Weg, Harrach-Weg nebo Harrachweg) je nejstarší turistickou stezkou v Krkonoších Část vedoucí údolím Labe od Bílého mostu ve Špindlerově Mlýně k Labské boudě nechal v roce 1879 zřídit hrabě Jan Harrach. Délka této části činí 8,7 km a převýšení 520 m. V zimě je úsek od Pudlavy k Labské boudě z důvodu lavinového nebezpečí uzavírá.
Hraběti Janu Harrachovi je připisována též stezka z Harrachova údolím Mumlavy na rozcestí U čtyř pánů u Pančavské louky, kde ústí do České cesty. Pro tento úsek mapy (státní Geografická mapa ČR, Mapy.cz, OpenStreetMap aj.) používají také název Harrachova cesta, státní mapa tak značí i propojení obou částí Harrachovy cesty přes Pančavskou louku. Obě části Harrachovy cesty sleduje a propojuje modře značená pěší turistická značená trasa 1801 KČT.

## Historie
Stezka byla v době svého zřízení v 80. letech 19. století vyznačena v němčině i v češtině. Za její použití bylo vybíráno mýtné dva krejcary. Labskou boudu hrabě Jan Harrach odkoupil a přestavěl na vyhlášenou turistickou ubytovnu s hostincem. V roce 1903 zřídil v okolí Labské boudy i botanickou zahradu, kterou však kvůli povětrnostním podmínkám už po dvou letech přesunul k Martinově boudě. V roce 1904 hrabě v Labském dole zřídil první přírodní rezervaci o rozloze 60 hektarů, která je považována za první zárodek budoucího Krkonošského národního parku.

## Trasa labské části
Cesta začíná v centru Špindlerova Mlýna a modrou turistickou stezkou vede po asfaltce k Dívčím lávkám. Odtud pokračuje k Dvorskému potoku. Zde v minulosti končil ledovec, který vytvořil Labský důl. Následně stoupá podél Labe a po kilometru se z levé strany vlévá Medvědí potok. Nedaleko soutoku je viditelná moréna. Dále cesta přechází z pravé strany Labe na levou. Od soutoku s Dvorským potokem po soutok s Pudlavou a k Labským jámám vede pod Strmou strání, nejstarší krkonošskou rezervací založenou roku 1904.
Další část cesty od Pudlavy k Labské boudě je kvůli častým výskytům lavin (je tu 11 lavinových drah – nejvíc v celých Krkonoších) přístupná pouze v létě, přes zimu je uzavřena. Cesta pokračuje přes trojici Labských jam (Harrachovskou, Pančavskou a Navorskou) k Labské rokli. Tady je stoupání strmější, cesta vede přes loučky s prameništní vegetací. Za Harrachovskou jámou se cesta stáčí od meandrujícího toku Labe. V Pančavské jámě je k vidění 150 metrů vysoký Pančavský vodopád a Schustlerova zahrádka. Také se zde nachází hranice 1. zóny Krnapu a cesta vstupuje do nejpřísněji chráněné části Krkonoš. Následně prochází karem Navorské jámy do Labské rokle a po překročení Labe po příkré klikaté pěšině mezi Navorskou jámou a Labskou roklí k Labské boudě. Vpravo od boudy je Labský vodopád se soustavou stavidel z roku 1859, kterými byla regulována mohutnost vodopádu.
Zpět do Špindlerova Mlýna vede kromě Harrachovy cesty také zeleně značená cesta přes Martinovu boudu a červená Bucharova cesta.

## Trasa mumlavské části
Od Labské boudy cesta odbočuje z Bucharovy cesty přes Pančavskou louku k České cestě, z České cesty od rozcestí U Čtyř pánů sestupuje do údolí Velké Mumlavy a poté vede podél Velké Mumlavy na rozcestí Krakonošova snídaně a dále pak podél Mumlavy k Mumlavskému vodopádu, zde se odděluje od modře značené trasy vedoucí dále údolím Mumlavy a odbočuje po žluté značce strání nad Harrachovem přes Kamenici až k Huťské strouze, u níž poblíž kempu zaúsťuje do silnice I/10.